# جایزه ملی حلقه منتقدان کتاب
جایزه ملی حلقه منتقدان کتاب (انگلیسی: National Book Critics Circle Award) عنوان جایزه‌ای ادبی از جامعهٔ منتقدین حوزه نشر و کتاب در آمریکا می‌باشد که به صورت سالانه به بهترین کتاب‌ها و تحقیقات منتشر شده به زبان انگلیسی اهدا می‌گردد. اولین جایزهٔ این انجمن نیز در ۱۶ ژانویه سال ۱۹۷۶ اهدا گردید